# Margherita di Sicilia
Margherita di Sicilia (Foggia, 1º dicembre 1241 – Francoforte sul Meno, 8 agosto 1270) era una principessa di Sicilia e di Germania, e un membro della Casa di Hohenstaufen.

## Biografia
Margherita era la figlia dell'imperatore Federico II di Svevia, e della sua terza moglie, la principessa Isabella Plantageneto. I suoi nonni paterni erano Enrico VI di Svevia e Costanza I di Sicilia mentre i suoi nonni materni erano Giovanni Plantageneto e Isabella d'Angoulême.
La data della sua nascita è difficile da accertare, perché c'è incertezza sul numero esatto di bambini nati da sua madre. Alcune fonti affermano che fosse la prima o la seconda figlia, nata alla fine del 1237; altri dicono che fu l'ultima figlia, nata nel dicembre 1241, quando Isabella morì di parto. Gli storici concordano su quest'ultima data.

## Matrimonio
Poco dopo la sua nascita, nel 1242, Margherita fu promessa in sposa ad Alberto "il degenerato", primogenito ed erede di Enrico III "l'illustre". Il matrimonio ebbe luogo nel giugno 1255, la sposa ricevette in dote la Pleissnerland (le città di Altenburg, Zwickau, Chemnitz e Leisnig).
Dall'unione nacquero i seguenti figli:
- Enrico (21 marzo 1256-25 gennaio/23 luglio 1282);
- Federico (1257-16 novembre 1323);
- Teodorico, detto Diezmann (1260-10 dicembre 1307);
- Margherita (1262-17 aprile 1273);
- Agnese (1264-1332), sposò Enrico I di Brunswick-Grubenhagen.

La coppia si stabilì nella sua residenza di Eckartsberga e in seguito si trasferì a Wartburg. Attraverso suo figlio Federico, Margherita era l'antenata degli Elettori e dei Re di Sassonia nonché delle regine consorti inglesi Margherita d'Angiò e Anna di Clèves.
Nel 1265 suo marito ricevette i titoli di Langravio di Turingia e Conte Palatino di Sassonia dopo l'abdicazione del padre, che mantenne il controllo di Meißen.
Dopo l'esecuzione di suo nipote Corradino (29 ottobre 1268), Margherita, come sua parente, divenne la legittima regina di Sicilia e l'erede delle rivendicazioni degli Hohenstaufen sul Ducato di Svevia e sul Regno di Gerusalemme (nonostante lei non discendeva dai re di Gerusalemme, suo padre Federico II aveva rivendicato il regno per sé).

## Morte
Dopo aver scoperto l'adulterio del marito con Kunigunde di Eisenberg, Margherita lasciò Wartburg; secondo una leggenda, prima di partire morse la guancia al figlio Federico, che d'ora in poi fu chiamato Federico il Morso. Margherita andò a Francoforte sul Meno e lì fu sostenuta dai cittadini. Morì lì sei settimane dopo, l'8 agosto 1270.
|                        |                         |                         | Genitori                 |  |  | Nonni |  |  | Bisnonni            |  |  | Trisnonni          |  |
|                        |                         |                         |                          |  |  |       |  |  | Federico Barbarossa |  |  | Federico di Svevia |  |
|                        |                         |                         |                          |  |  |       |  |  | Federico Barbarossa |  |  | Federico di Svevia |  |
|                        |                         | Giuditta di Baviera     |                          |  |  |       |  |  | Federico Barbarossa |  |  |                    |  |
| Enrico VI di Svevia    |                         |                         |                          |  |  |       |  |  | Federico Barbarossa |  |  |                    |  |
|                        |                         | Beatrice di Borgogna    | Rinaldo III di Borgogna  |  |  |       |  |  |                     |  |  |                    |  |
|                        |                         | Beatrice di Borgogna    | Rinaldo III di Borgogna  |  |  |       |  |  |                     |  |  |                    |  |
|                        |                         | Beatrice di Borgogna    | Agata di Lorena          |  |  |       |  |  |                     |  |  |                    |  |
| Federico II di Svevia  |                         | Beatrice di Borgogna    |                          |  |  |       |  |  |                     |  |  |                    |  |
|                        |                         | Ruggero II di Sicilia   | Ruggero I di Sicilia     |  |  |       |  |  |                     |  |  |                    |  |
|                        |                         | Ruggero II di Sicilia   | Ruggero I di Sicilia     |  |  |       |  |  |                     |  |  |                    |  |
|                        |                         | Ruggero II di Sicilia   | Adelasia del Vasto       |  |  |       |  |  |                     |  |  |                    |  |
| Costanza d'Altavilla   |                         | Ruggero II di Sicilia   |                          |  |  |       |  |  |                     |  |  |                    |  |
|                        |                         | Beatrice di Rethel      | Gunther di Rethel        |  |  |       |  |  |                     |  |  |                    |  |
|                        |                         | Beatrice di Rethel      | Gunther di Rethel        |  |  |       |  |  |                     |  |  |                    |  |
|                        |                         | Beatrice di Rethel      | Beatrice di Namur        |  |  |       |  |  |                     |  |  |                    |  |
| Margherita di Sicilia  |                         | Beatrice di Rethel      |                          |  |  |       |  |  |                     |  |  |                    |  |
|                        | Enrico II d'Inghilterra | Goffredo V d'Angiò      |                          |  |  |       |  |  |                     |  |  |                    |  |
|                        | Enrico II d'Inghilterra | Goffredo V d'Angiò      |                          |  |  |       |  |  |                     |  |  |                    |  |
|                        | Enrico II d'Inghilterra | Matilde d'Inghilterra   |                          |  |  |       |  |  |                     |  |  |                    |  |
| Giovanni d'Inghilterra | Enrico II d'Inghilterra |                         |                          |  |  |       |  |  |                     |  |  |                    |  |
|                        |                         | Eleonora d'Aquitania    | Guglielmo X di Aquitania |  |  |       |  |  |                     |  |  |                    |  |
|                        |                         | Eleonora d'Aquitania    | Guglielmo X di Aquitania |  |  |       |  |  |                     |  |  |                    |  |
|                        |                         | Eleonora d'Aquitania    | Aénor di Châtellerault   |  |  |       |  |  |                     |  |  |                    |  |
| Isabella d'Inghilterra |                         | Eleonora d'Aquitania    |                          |  |  |       |  |  |                     |  |  |                    |  |
|                        |                         | Ademaro III d'Angoulême | Guglielmo VI d'Angoulême |  |  |       |  |  |                     |  |  |                    |  |
|                        |                         | Ademaro III d'Angoulême | Guglielmo VI d'Angoulême |  |  |       |  |  |                     |  |  |                    |  |
|                        |                         | Ademaro III d'Angoulême | Margherita di Turenne    |  |  |       |  |  |                     |  |  |                    |  |
| Isabella d'Angoulême   |                         | Ademaro III d'Angoulême |                          |  |  |       |  |  |                     |  |  |                    |  |
|                        |                         | Alice di Courtenay      | Pietro I di Courtenay    |  |  |       |  |  |                     |  |  |                    |  |
|                        |                         | Alice di Courtenay      | Pietro I di Courtenay    |  |  |       |  |  |                     |  |  |                    |  |
|                        |                         | Alice di Courtenay      | Elisabetta di Courtenay  |  |  |       |  |  |                     |  |  |                    |  |
|                        |                         | Alice di Courtenay      |                          |  |  |       |  |  |                     |  |  |                    |  |